# Miss Atomic Bomb
«Miss Atomic Bomb» es una canción de la banda estadounidense de rock The Killers. El tema fue enviado a la radio comercial el 23 de octubre de 2012 como el segundo sencillo extraído del álbum de la banda, cuarto trabajo de estudio, Battle Born. Fue elegida por los lectores de la revista Rolling Stone como la "Mejor Canción del 2012".

## Vídeo musical
La banda lanzó dos vídeos musicales de «Miss Atomic Bomb», el primero dirigido por Giorgio Testi y denominado «tour video», lanzado el 2 de noviembre de 2012, que contiene imágenes del grupo tocando en varias parte del Reino Unido como parte de su Battle Born World Tour. El segundo vídeo es el oficial y fue lanzado un mes después, el 11 de diciembre. El vídeo fue dirigido por Warren Fu, quien dirigió el primer sencillo de Battle Born, «Runaways, el cual mezcla escenas reales con escenas de animación. «Miss Atomic Bomb» fue nombrada compañera de «Mr. Brightside», ya que el vídeo continua el triángulo amoroso mostrado en este última.

## Posicionamiento en listas
| Listas (2012)                               | Mejor posición |
| ------------------------------------------- | -------------- |
| Bélgica (Flandes) (Ultratip Bubbling Under) | 22             |
| Bélgica (Valonia) (Ultratip Bubbling Under) | 31             |
| Estados Unidos (Alternative Airplay)        | 24             |
| Estados Unidos (Billboard Rock Airplay)     | 35             |